# Baalstein (Zeilberge)

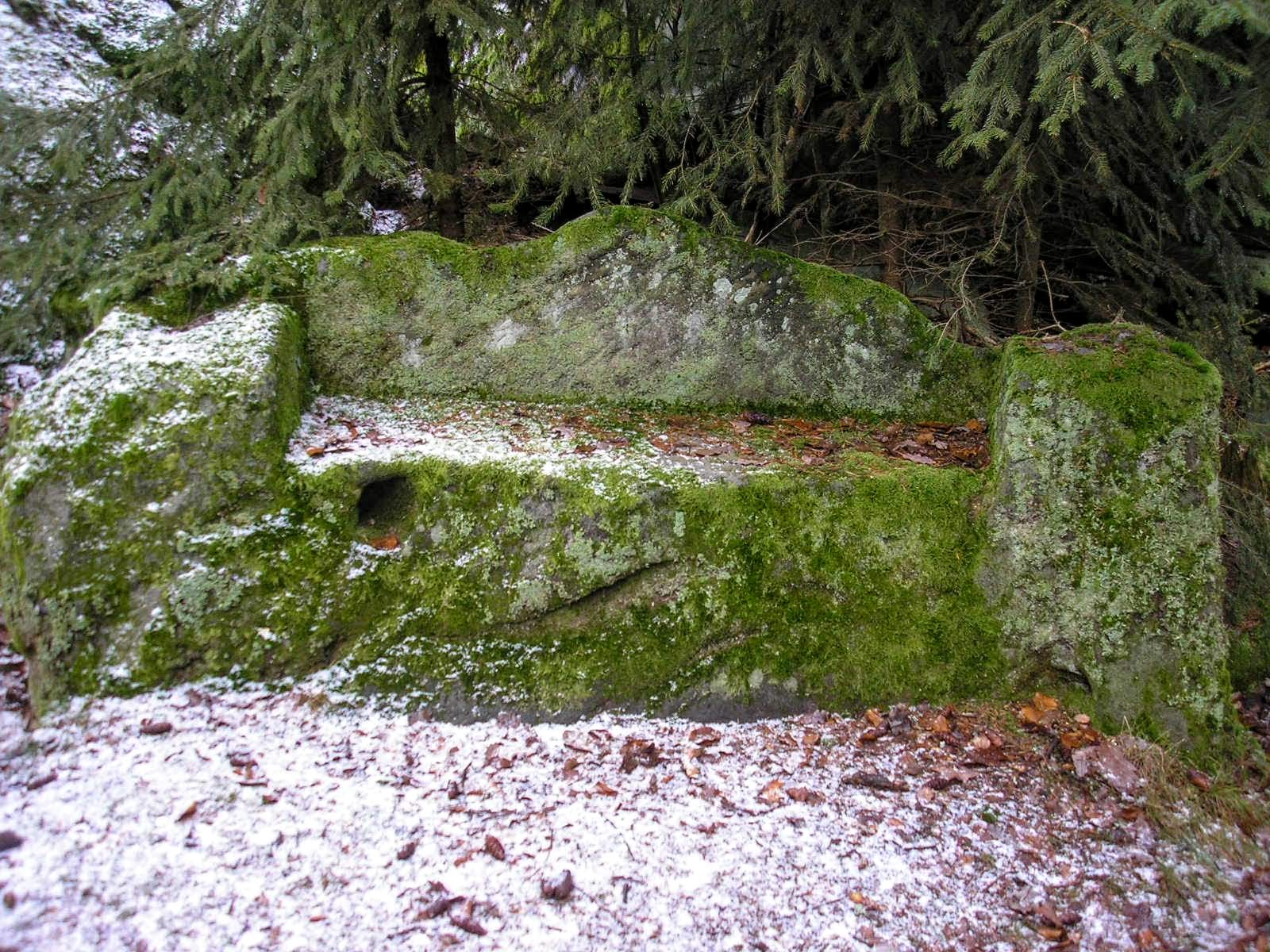
Die Sitzbank

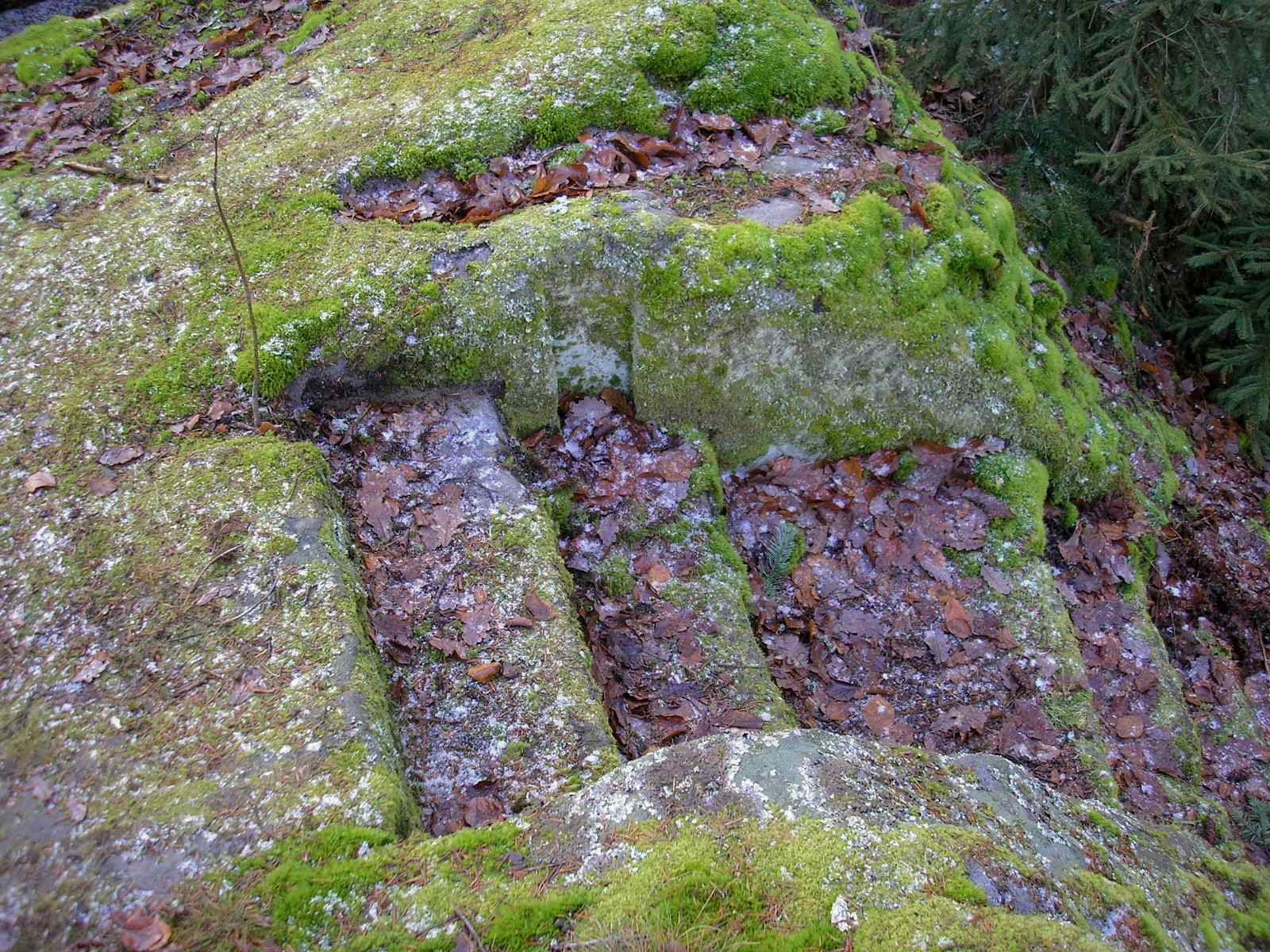
Oberer Teil der Felsentreppe

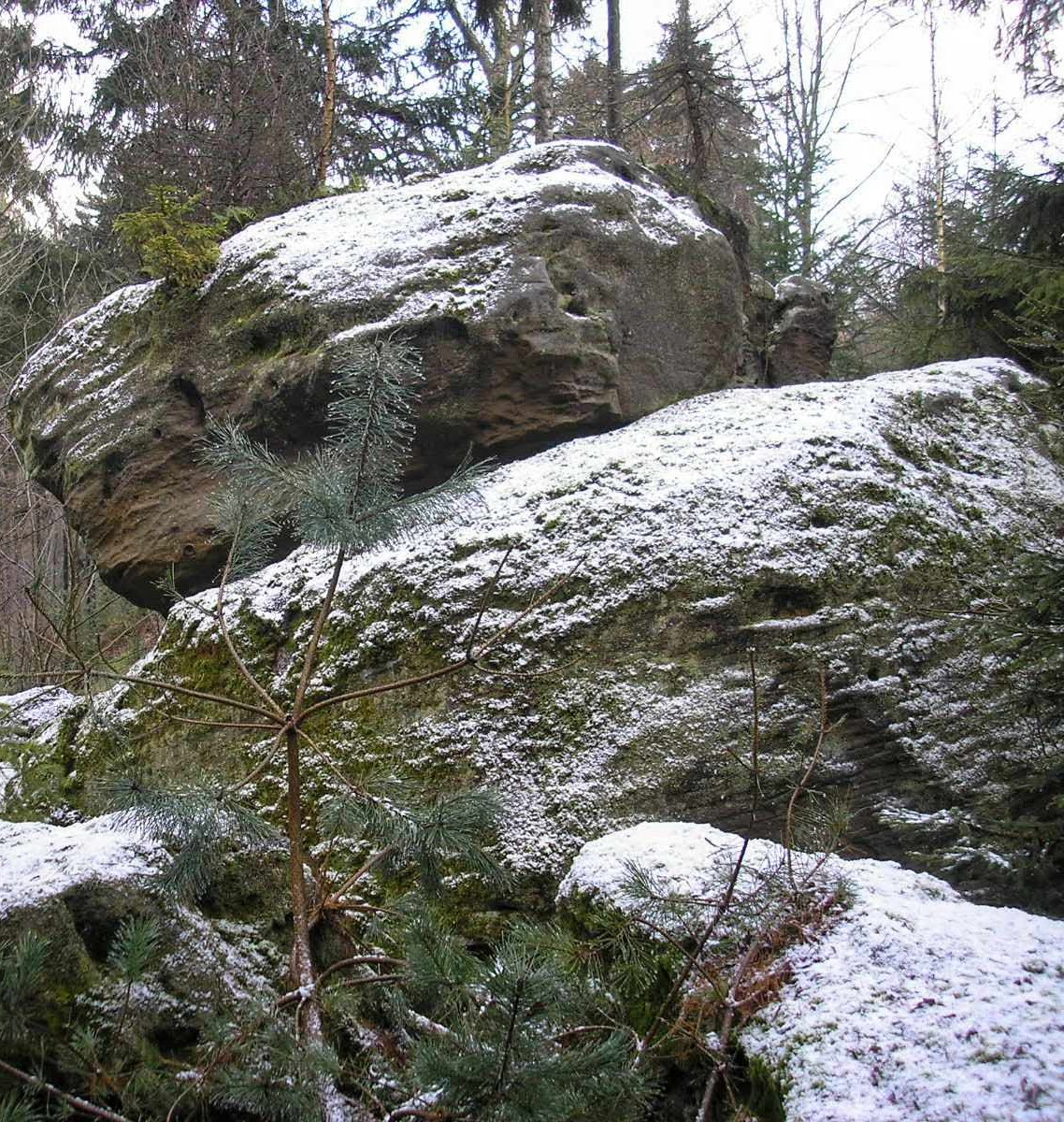
Der Hauptfelsen

Der Baalstein ist eine Rhätsandsteinformation in den Zeilbergen (Naturpark Haßberge). Der an der Grenze von Ober- zu Unterfranken gelegene Felsblock ist esoterischen Spekulationen ausgesetzt.

## Beschreibung
Der Stein liegt in der Gemarkung Bischwind in der Nähe einer scharfen Kurve der Verbindungsstraße von Lichtenstein und Bischwind (Seßlach) in Oberfranken auf 374 Höhenmeter. Der Baalstein ist die unbekannteste Felsformation in den Zeilbergen. Zwischen Ebern und dem Zeilberg liegen einige Felsgruppen, darunter der Diebskeller, der Geißstein, die Felsenburg Rotenhan, Lichtenstein und Altenstein und einige Felslabyrinthe.
Im obersten Trias (ca. 205 Millionen Jahre alt) rutschen die Sandsteine auf dem sehr witterungsanfälligen Feuerletten hangabwärts.
Der Felsblock wurde wahrscheinlich im 19. Jahrhundert im Zuge des Ausbaues des Landschaftsparks unter der Burgruine Lichtenstein (ca. 2 Kilometer entfernt) mit einer Felsentreppe und einer steinernen Sitzbank ausgestattet. Die Treppe führt auf das Plateau und wurde möglicherweise durch ein Holztor abgeschlossen (Querriegel). Möglicherweise ist die Treppe auch älter.
Auf dem Plateau sind keine Felsabarbeitungen zu erkennen. Um den haushohen Felsen herum liegen noch einige kleinere Blöcke.
Nach Ansicht vom Esoterikern ist der Felsen ein "Mondplatz" Im Zuge der esoterischen Aktivitäten werden gelegentlich Führungen angeboten.
Das Landesamt für Denkmalpflege listet den Felsen als hochmittelalterlichen Ansitz unter der Denkmalnummer D-4-5830-0005.